# Lepus townsendii
La liebre de cola blanca (Lepus townsendii) es una especie de liebre de la familia Leporidae que vive al oeste de Norteamérica. Como todas las liebres y conejos, pertenece a la familia Leporidae del orden Lagomorpha. Es un individuo solitario, excepto cuando varios machos cortejan a una hembra en la época de cría. Las camadas de cuatro a cinco crías nacen en una forma, una depresión poco profunda en el suelo, oculta entre la vegetación. Esta liebre tiene dos subespecies descritas: L. townsendii townsendii que se da al oeste de las Montañas Rocosas y L. townsendii campanius que se da al este de las Montañas Rocosas.

## Comportamiento

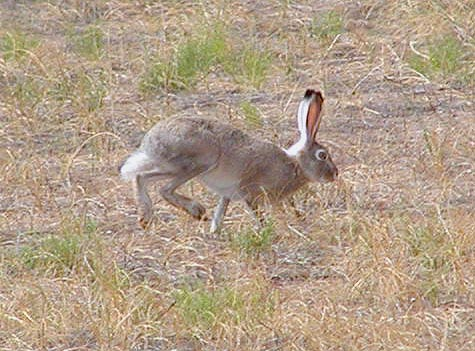
Corriendo en Great Sand Dunes National Park.

La liebre de cola blanca es nocturna y se acuesta durante el día en una depresión poco profunda en el suelo oculta bajo la vegetación, emergiendo al anochecer para alimentarse. Las depreesiones usadas por esta especie varían de 46 a 61 cm de largo, 20 a 30 cm de ancho y hasta 20 cm de profundidad A menudo, senderos discernibles se alejan de la forma y otros entre las plantas en sitios de alimentación visitados con frecuencia. En la nieve de invierno, las formas son estructuras interconectadas, similares a cuevas. Esta liebre es una especie solitaria y se alimenta de hierbas y otras plantas verdes, incluidos los cultivos. En el sur de Colorado, desde el verano hasta el invierno, pasando por el otoño, su dieta varía entre el 70% (verano) y el 4% (invierno) de hierbas, el 43% (otoño) y el 4% (invierno) de gramíneas y el 76% (invierno) y el 7% (verano) de matorrales. Durante el invierno, su dieta incluye brotes, ramitas y corteza de arbustos bajos. Tiende a ser más selectiva en sus hábitos alimenticios que la liebre de cola negra, lo que pone a la de cola blanca en desventaja cuando sus áreas de distribución se solapan. Tiene buena vista, excelente oído y bigotes sensibles, y probablemente es capaz de detectar pistas olfativas sobre si otra liebre está lista para reproducirse.
La época de cría es variable y depende de la latitud y de factores ambientales; se extiende de febrero a julio en diferentes partes del área de distribución. Varios machos pueden competir agresivamente por la atención de una hembra embistiéndose unos a otros, saltando y empujándose. La ovulación de la hembra tiene lugar después de la copulación. El periodo de gestación es de unos 42 días y, para preparar el parto, la hembra prepara un nido forrado de piel bajo una vegetación densa. Una camada consta de hasta 11 crías, aunque cuatro o cinco es un número más típico. Los leverets pesan alrededor de 100 g (3,5 oz). Tienen los ojos abiertos y están completamente cubiertos de pelo al nacer y pronto empiezan a moverse. Empiezan a buscar comida a las dos semanas y se destetan a las cuatro. Alrededor de los siete meses alcanzan la madurez sexual, pero no se reproducen hasta el año siguiente a su nacimiento.